# 昂熱體育會
昂熱體育會（法語：Angers Sporting Club de l'Ouest），是法国昂热市的一个足球俱乐部，成立于1919年。现在参加法国足球甲级联赛。主场位于雷蒙·科帕球场（旧称让-布安球场）。